# 1481 en santé et médecine
| Années de la santé et de la médecine : 1478 - 1479 - 1480 - 1481 - 1482 - 1483 - 1484    |
| Décennies de la santé et de la médecine : 1450 - 1460 - 1470 - 1480 - 1490 - 1500 - 1510 |

Cet article présente les faits marquants de l'année 1481 en santé et médecine.

## Événements
- Mars : le roi Louis XI, atteint à Forges, en Anjou, d'un « premier accident (spasme ou ictus ?) », est soigné par Angelo Catho († 1495), Adam Fumée (1430-1494) et Claude de Moulins[1],[2].
- Fondation à Nozeroy en Franche-Comté, par Pierre Courdier et à l'initiative de Louise de Savoie, fille d'Amédée IX, d'une maison-Dieu placée sous le patronage de sainte Barbe[3].

## Publications
- Première édition, imprimée à Milan, du Trattato circa la conservazione della sanita[4] d'Ugo Benzi (pt), médecin et philosophe italien († 1439)[5].
- Première édition, imprimée à Milan, du Liber ad Almansorem, traduction latine par Gérard de Crémone (1114-1187) du Kitab al-Mansouri (« Livre de médecine dédié à Mansour ») de Rhazès (865-925)[6].
- Deuxième édition, imprimée à Venise chez Michel Manzolo[7], de l'Aggregator, de Jacopo Dondi (1293-1359[8]).

## Naissances
- Benoît Victorius (mort en 1561), médecin italien, professeur à Padoue et Bologne, auteur de divers ouvrages de médecine, parmi lesquels une Practica magna de curandis morbis parue à Venise en 1562[9].
- Jérémie van Braeckele (mort en 1550), professeur de médecine à Louvain, auteur d'un Commentaire sur Celse[10].

## Décès
- Enguerrand de Parenty (né à une date inconnue), médecin ordinaire du roi Louis XI, doyen de la faculté de médecine de Paris en 1433[2].